# Sangis älv
Sangis älv (Sangisälven) är en mindre skogsälv i Norrbotten, som går strax väster om språkgränsen för det område där meänkieli traditionellt talats och talas. Älven rinner upp öster om Överkalix i Överkalix kommun, och är 109 kilometer lång inklusive källflöden. Avrinningsområdet är 1230 km². Största sjön är Miekojärvi. Älven rinner bland annat förbi byarna Kukasjärvi, Lappträsk och Sangis, där den också mynnar i Bottenviken. Norr om Lappträsk kallas älven Kukasjoki, och norr om Miekojärvi Raitajoki. Största biflödet är Korpikån, som ansluter sig från höger vid Björkfors.

## Natur
Många fiskarter finns i älven, liksom kräftor. Utter är även vanligt förekommande, medan bäver främst förekommer i det största biflödet Korpikån. Sangis älv har en del forsar men större delen av loppet är lugnt strömmande, vilket gör älven mycket lämplig för kanotfärder. Älven rinner genom ett mycket naturskönt område där man ofta får se älg och ibland även björn längs stränderna.

## Historia
Våren 2012 svämmade älven över alla sina bräddar i ett flöde som i genomsnitt uppträder endast vart 50:e år, och SMHI utfärdade en klass 3-varning (fara för allmänheten). 